# Hewitsonia
Hewitsonia is een geslacht van vlinders van de familie Lycaenidae.

## Soorten
- H. bitjeana Bethune-Baker, 1915
- H. boisduvalii Hewitson, 1869
- H. crippsi (Stoneham, 1934)
- H. danane Stempffer, 1969
- H. intermedia Joicey & Talbot, 1921
- H. kirbii Dewitz, 1879
- H. magdalenae Stempffer, 1951
- H. mittoni Jackson, 1964